# Doug Allyn
Doug Allyn, né en 1942 à Bay City dans l’état du Michigan, est un musicien et un écrivain américain, auteur de roman policier. Il est principalement connu pour ses nouvelles et a obtenu de nombreuses récompenses littéraires aux États-Unis dans ce domaine.

## Biographie
Il commence des études à l’Université de l’Indiana qu’il interrompt pour s’engager dans l'United States Air Force pendant la Guerre du Vietnam. Démobilisé, il retourne à l'université puis commence à écrire. Il publie des nouvelles policières dans des revues spécialisées en particulier dans Alfred Hitchcock's Mystery Magazine puis dans Ellery Queen's Mystery Magazine.
En 1986, il est lauréat du prix Edgar-Allan-Poe dans la catégorie The Robert L Fish Memorial Award pour Final Rites paru l’année précédente. En 1995, il obtient un second Edgar dans la catégorie de la meilleure nouvelle pour The Dancing Bear publiée en mars 1994. Sa nouvelle The Scent of Lilacs lui offre une troisième Edgar en 2011.
Il est également chanteur, guitariste et parolier dans le groupe de musique américain Devil’s Triangle.

## Œuvre

### Romans

#### SérieLupe Garcia
- The Cheerio Killings (1989)
- Motown Underground (1993)

#### SérieMitch Mitchel
- Icewater Mansions (1995)
  - Cœur de glace, Série noire no 2581 (2000), réédition Folio policier thriller no 720 (2014)
- Black Water (1996)
- A Dance in Deep Water (1997)

#### Autres romans
- Welcome to Wolf Country (2001)
- The Burning of Rachel Hayes (2004)
  - L'Instinct de la meute, collection Entailles, Éd. SW Télémaque (2008), réédition Pocket no 14206 (2012)
- rrJukebox Cadillacrr
  - Juke-box Cadillac, Rivages/Thriller (2010)

### Novellas
- Saint Bobby (2000)
- The Timber Snake (2005)
- The Killing Farm (2008)
- The Christmas Mitzvah (2011)
- Thicker Than Blood (2011)

### Nouvelles
- Final Rites (1985)
- Firebomb (1986)
- Wolf Country (1986)
- The Puddle Diver (1986)
- Homecoming (1986)
  - Un trou dans la glace, Alfred Hitchcock magazine 2e série no 1, septembre 1988, réédition dans le recueil Histoires à corps et à crimes, Le Livre de poche no 6890 (1990)
- Death of th Poet (1987)
- Witch (1987)
- Supersport (1987)
- Bloodlines (1988)
- The Ching Lady (1988)
- A Death in Heaven (1988)
- Lancaster’s Ghost (1988)
- Night of the Grave Dancer (1988)
  - La Nuit du Fossoyeur, Alfred Hitchcock magazine 2e série no 28, mai 1991, réédition dans le recueil Un péché capital, Club des Masques no 1017 (1992)
- Déjà vu (1988)
  - Une impression de déjà vu, dans le recueil Mystère 91. Les dernières nouvelles du crime, Le Masque grand format (1991)
- Debt of Honnor (1989)
- Evil Spirits (1989)
- The Last Reunion (1989)
- Star Pupil (1989)
- Cannibal (1989)
- Mojo Man (1990)
- Sleeper (1991)
- Speed Demon (1991)
- The Ten-Pound Parrott (1992)
- Candles in the Rain (1992)
- The Meirstersinger (1993)
- Dancing on the Centerline (1993)
- The Ghost Show (1993)
- Pageant (1993)
- The Sultans of Soul (1993)
  - Le Dernier des sultans, dans le recueil Fenêtres sur crimes, collection Sueurs froides, Denoël (1997)
- The Dancing Bear (1994)
- Fire Lake (1994)
- Wrecker (1994)
- The Bearded Lady (1994)
- The Cross Wolf (1994)
- Franken Kat (1995)
- Demons (1996)
- Road Kill (1996)
- Animal Rites (1996)
- Puppyland (1996)
- Green as Grass (1996)
- Money Faces (1996)
- Blind Lemon (1996)
- Bush Leaguer (1997)
- The Beaches of Paraguay (1997)
- Cooperhead Run (1997)
- Cedar Sauvage (1998)
- The Taxi Dancer (1998)
- Unchained Melody (1999)
- Saint Bobby (1999)
- Miracles ! Happen ! (1999)
  - Oui, les miracles existent, dans le recueil Moissons noires 2001, Rivages/Thriller (2001), réédition Rivages/Noir no 521 (2004)
- St. Margaret's Kitten (1999)
- Hitler, Elvis and Me (2000)
- The Warlord's Widow (2001)
- The Saracen Curse (2001)
- The Murder Ballads (2002)
- Telephone to Forever (2002)
- The Jukebox King (2002)
  - Le King du juke-box, dans le recueil Moissons noires 2004, Rivages/Thriller (2004), réédition Rivages/Noir no 625 (2006)
- Valhalla (2003)
- The Blind Pig (2003)
- Palace in Pines (2013)
- Secondhand Heart (2004)
- What Child is This ? (2004)
- Long-Lost Love (2004)
- The Gin Mil (2004)
- The Timber Snake (2005)
- The Black Chapel (2006)
- Surviving Spouse (2006)
- Stone Cold Christmas (2007)
- Dead as Dog (2007)
- The Killing Farm (2008)
- The Sonnest of September (2008)
- An Early Christmas (2009)
- Flashback (2009)
- The Hate Tapes (2010)
- The Scent of Lilacs (2010)
- Thicker Than Blood (2011)
- Wood-Smoke Boys (2012)
- Downsized (2013)

### Recueil de nouvelles
- Sombres créatures, Collection Entailles, Éd. SW Télémaque (2012) (contient les nouvelles All Creatures Dark and Dangerous et The Death Row Pet Show)

### Prix et distinctions notables
- Prix Edgar-Allan-Poe : The Robert L. Fish Memorial Award (1985) : Final Rites
- Prix Macavity (1989) : Déjà Vu
- Ellery Queen MM Readers Choice Award (1992) : Candles in the Rain
- Ellery Queen MM Readers Choice Award (1993) : The Ghost Show
- Ellery Queen MM  Readers Choice Award (1995) : Franken Kat
- Prix Edgar-Allan-Poe de la meilleure nouvelle (1995) : The Dancing Bear
- Ellery Queen MM  Readers Choice Award (1996) : Roadkill
- Derringer Award Best Novella (2000) : Saint Bobby
- Ellery Queen MM  Readers Choice Award (2000) : The Death Row Pet Show
- Ellery Queen MM  Readers Choice Award (2003): Palace in the Pines
- Ellery Queen MM  Readers Choice Award (2004) : The Gin Mil
- Ellery Queen MM  Readers Choice Award (2005) : Wolf Woman Bay
- Ellery Queen MM  Readers Choice Award (2009) : An Early Christmas
- Derringer Award Best Long Story (2010) : Famous Last Words
- Prix Edgar-Allan-Poe de la meilleure nouvelle (2011) : The Scent of Lilacs
- Derringer Award Best Novellette (2012) : Wood-Smoke Boys